# Makedonistik
Makedonistik oder Mazedonistik (bzw. mazedonische Philologie) ist ein Bereich der Slawistik, der sich mit der mazedonischen Sprache und der mazedonischen Literatur befasst. Es beinhaltet auch kulturwissenschaftliche Aspekte, wie die Geschichte und Landeskunde Nordmazedoniens.
Innerhalb des Klassifikationssystems der Slawistik wird die Makedonistik als Teilgebiet der Südslawistik eingeordnet. Im deutschsprachigen Raum wird die Makedonistik noch immer nicht zusammen mit den anderen südslawischen Sprachstudien gelehrt.

## Geschichte
Die Makedonistik entwickelt sich größtenteils im Rahmen der politischen Auseinandersetzungen zwischen den Balkanstaaten um die Zugehörigkeit der Makedonier und damit der von ihnen bewohnten Gebiete in insbesondere durch die gezielte Abgrenzung zur Bulgarischen Sprache.
Mit der Kodifizierung der mazedonischen Sprache nach dem Zweiten Weltkrieg 1945 und ihren Ausbau zur Standardsprache wurden erste Möglichkeiten geschaffen, universitäre Lehrstühle für mazedonische Sprache innerhalb und außerhalb der Sozialistischen Jugoslawischen Teilrepublik Mazedonien einzurichten. So hängen die Anfänge des organisierten Lernens der mazedonischen Sprache auf der Ebene des akademischen Unterrichts mit den ersten Vorlesungen über die mazedonische Sprache zusammen, die 1946 an der tschechoslowakischen Karls-Universität in Prag von Professor Antonín Frinta gehalten wurden. Seitdem waren die mazedonische Sprache und die mazedonische Literatur Gegenstand des wissenschaftlichen Interesses mehrerer nationale und ausländischer Philologen, Slawisten und Balkanisten. Heute ist die mazedonische Sprache ebenso Unterrichtsfach an einigen Universitäten Europas.

## Makedonistik an Universitäten außerhalb Nordmazedoniens
Der Lehrstühle für Makedonistik oder Lektorate für Mazedonisch außerhalb Nordmazedoniens sind in der folgenden Tabelle aufgeführt.
| Land       | Art und Name der Einrichtung | Stand des Unterrichts im Fach Mazedonisch |
| ---------- | --- | ----------------------------------------- |
| Frankreich | - Lehrstuhl für Mazedonische Sprache am Europa-Department der Inalco-Universität | Pflichtunterricht                         |
| Kroatien   | - Lektorat an der Fakultät für Philosophie der Universität Rieka | Pflichtunterricht                         |
| Polen      | - Lektorat des Instituts für Slawische Philologie an der Schlesischen Universität Katowice in Sosnowiec - Lektorat des Instituts für bulgarische und mazedonische Philologie an der Jagiellonen-Universität in Krakau | Wahlpflichtunterricht                     |
| Rumänien   | - Lektorat des Instituts für russische Philologie und slawische Sprachen an der Universität Bukarest | Wahlunterricht                            |
| Russland   | - Lektorat an der Fakultät für Philologie der Staatlichen Lomonossow-Universität Moskau | Pflichtunterricht                         |
| Slowenien  | - Lektorat für Mazedonische Sprache und Literatur am Lehrstuhl für Südslawistik der Universität Ljubljana | Pflichtunterricht                         |
| Türkei     | - Lehrstuhl für mazedonische Sprache und Literatur an der Universität Ankara - Lehrstuhl für mazedonische Sprache und Literatur an der Universität Istanbul                                                           | Wahlpflichtunterricht                     |
| Ungarn     | - Lektorat des Instituts für Slawische und Baltische Philologie an der Eötvös-Loránd-Universität in Budapest | Wahlunterricht                            |

## Spezialisten für mazedonische Philologie
- Dalibor Brozović
- Petar Draganov
- Victor Friedman
- Blaže Koneski (1921–1993)
- Christina Kramer
- Horace Lunt
- Krste Petkov Misirkov
- Božidar Vidoeski (1920–1998)